# Evidence (film 1922)
Evidence è un film perduto del 1922, diretto da George Archainbaud. Prodotto dalla Selznick Pictures Corporation e presentato da Lewis J. Selznick per la Select Pictures Corporation, aveva come interpreti Elaine Hammerstein, Niles Welch, Holmes Herbert, Constance Bennett, Marie Burke, Ernest Hilliard. La fotografia si deve a John W. Brown e a Jules Cronjager, il soggetto e la sceneggiatura a Edward J. Montagne.

## Trama

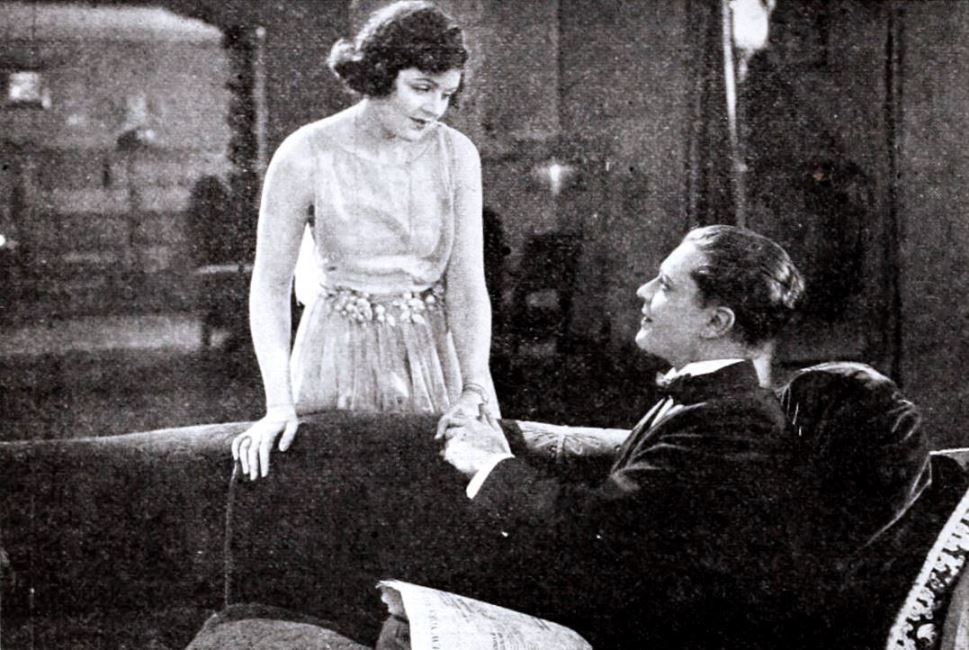
Elaine Hammerstein e Niles Welch

Florette, una popolare attrice, e la sua amica Edith diventano rivali perché si contendono l'amore di Walter Stanley, il primo attore. Per amicizia, Florette sacrifica i suoi sentimenti a favore di Edith. Passano tre anni. Phillip Rowland, un giovane aristocratico, si innamora di Florette ma Edith si intromette nella loro relazione. Pur temendo la differenza di classe sociale che la separa da Phillip, Florette acconsente a sposarlo. Il marito la sostiene anche contro la sua famiglia ma quando Edith intriga insieme a Walter per far trovare Florette in una situazione compromettente, il giudice Rowland giudica colpevole Florette e programma il suo divorzio da Phillip. Florette riesce a ribaltare la situazione e il cognato, pentito, per fare ammenda la fa rientrare nelle grazie della famiglia.

## Produzione
Il film fu prodotto dalla Selznick Pictures Corporation.

## Distribuzione
Del film, non esiste registrazione di copyright.
Distribuito dalla Select Pictures Corporation e presentato da Lewis J. Selznick, il film uscì nelle sale cinematografiche statunitensi il 5 maggio 1922.
Non si conoscono copie ancora esistenti della pellicola che viene considerata presumibilmente perduta.